# Grzebsk
Grzebsk – wieś sołecka w Polsce położona w województwie mazowieckim, w powiecie mławskim, w gminie Wieczfnia Kościelna. 
W latach 1975–1998 miejscowość administracyjnie należała do województwa ciechanowskiego.
Miejscowość znajduje się w odległości ok. 25 km od Mławy i 23 km od Nidzicy. Obszar ten w wielu opracowaniach nazywany jest błota lub bagna Niemyje. Obszar ten, jak całe Wzniesienie Mławskie, cechuje się występowaniem wałów kemowych i morenowych, których średnia wysokość wynosi ok. 200 m n.p.m. (najwyższe wzniesienie – Dębowa Góra – 235 m). Pochodzą one ze stadiału mławskiego zlodowacenia warciańskiego. Wszystko to sprawia, że krajobraz Wzniesienia Mławskiego, a szczególnie jego północnych terenów, jest bardzo malowniczy.
Jakość miejscowych gleb jest słaba. W przeważającej części są to bielice piaskowe, ukształtowane z glin zwałowych i piasków naglinionych. W okolicach górnego Orzyca i jego dopływów występują gleby bagienne, murszowe i torfowe. Najbardziej wartościowe są bielice pyłowe oraz tzw. czarno-ziemie. Jest ich jednak bardzo mało. Klimat w tym zakątku jest umiarkowany. Charakteryzuje się dużą ilością opadów w letnim okresie (średnia w roku 600 mm), natomiast w zimie licznie występującymi odwilżami i mgłami. Średnia temperatura w roku wynosi 7 °C. Jest to najniższa temperatura na Nizinie Północno-Mazowieckiej.
We wsi znajduje się parafia pw. św. Leonarda należąca do dekanatu mławskiego wschodniego.

## Historia
Grzebsk – to jeden z najstarszych grodów na północnym Mazowszu. Położony jest nad lewym brzegiem rzeki Orzyc (dopływ Narwi) na północno-wschodnich, bagnistych terenach Wzniesienia Mławskiego. Nazwa „Grzebsk” jest bardzo stara. W najstarszym dokumencie, który odnosi się do Mazowsza, tzw. „falsyfikacie mogileńskim”, pochodzącym z 1065 r., występuje jako Grebesco. Zierhoffer wykazał, że współczesne nazwy kończące się na –sk i –ck, pierwotnie -sko, -cko, są najstarszymi nazwami na północnym Mazowszu. Natomiast Józef Ostaszewski, lekarz i historyk zajmujący się szczególnie historią regionu mławskiego, podaje następującą genealogię nazwy Grzebsk: „(…) pomyśleli mieszkańcy o miejscu ofiar i w pięknem, tajemniczem miejscu nad doliną Orzyca, na błocie usypali («zgrzebli») górę, otoczoną wodą, gdzie ustanowili miejsce ofiar i zaczęli go nazywać «zgrzebińskiem», w ówczesnym języku Grebsco, dzisiaj Grzebsk, nazywany również «Zgrzebsk»”.
Z Grzebska pochodzi Stanisław Grzepski.